# Aéroport de Konya
L'aéroport de Konya (code IATA : KYA • code OACI : LTAN) est un aéroport situé à Konya, au Turquie. L'aéroport fait également office de base aérienne utilisée par l'OTAN. Ouvert au public en 2000, l'aéroport est situé à 18 kilomètres de la ville. En 2006, l'aéroport de Konya a enregistré 2 924 avions et 262 561 passagers. En 2015, un nouveau terminal aéroportuaire a ouvert, avec une capacité cinq fois supérieure à la capacité actuelle.

## Base aérienne
L'aéroport de Konya abrite le troisième commandement de combat aérien (en turc : 3. Ana Jet Üs Komutanlığı) de l'armée de l'air turque. Depuis 1983, la base aérienne est utilisée en tant que base opérationnelle avancée par l'OTAN. À ce jour, la base aérienne a rempli avec succès ses engagements en temps de paix comme en période de tensions et en temps de guerre, notamment avec la crise du Golfe, l'opération Crescent Guard, les opérations Active Endeavour et l'opération Afghan Assist de la Force internationale d'assistance à la sécurité (FIAS).
Conformément à un mémorandum d'entente, des Boeing E-3 Sentry « AWACS » sont déployés sur la base aérienne qui est équipée pour la maintenance de ces appareils. La base aérienne dispose d'une capacité de maintenance orientée pour les opérations de révision et d'entretien des avions. Ces tâches comprennent les inspections avant et après le vol, le changement des pneus, la correction des anomalies de sécurité en vol et le remplacement des pièces. Les AWACS soutiennent, d'une part, la coalition internationale contre l’EI et effectuent, d'autre part, des vols de reconnaissance pour la Turquie, la Bulgarie et la Roumanie.

## Situation
| Adana Ankara Antalya Antioche Bodrum-Milas Dalaman Denizli Elâzığ Istanbul Sabiha-Gökçen Izmir Trabzon / Trébizonde Gaziantep Diyarbakır Kayseri Samsun Van Erzurum Konya Gazipaşa Malatya |

| Adana Ankara Antalya Antioche Bodrum-Milas Dalaman Denizli Elâzığ Istanbul Sabiha-Gökçen Izmir Trabzon / Trébizonde Gaziantep Diyarbakır Kayseri Samsun Van Erzurum Konya Gazipaşa Malatya |

## Compagnies aériennes et destinations
| Compagnies        | Destinations                                                                              |
| ----------------- | ----------------------------------------------------------------------------------------- |
| AJet              | Istanbul-S. Gökçen En saison: Copenhague-Kastrup                                          |
| Corendon Airlines | En saison: Amsterdam, Rotterdam-La Haye                                                   |
| Pegasus Airlines  | Istanbul-S. Gökçen En saison: Copenhague-Kastrup                                          |
| SunExpress        | Izmir-A. Menderes En saison: Amsterdam, Copenhague-Kastrup, Düsseldorf, Stockholm-Arlanda |
| Turkish Airlines  | Istanbul                                                                                  |

Edité le 27/05/2023